# Volker Mertens
Volker Mertens (* 14. September 1937 in Hildesheim) ist ein deutscher Germanist. Er lehrte von 1977 bis zur Emeritierung 2006 als Professor für Ältere deutsche Literatur und Sprache an der Freien Universität Berlin. Zu seinen Forschungsgebieten gehören das Werk Hartmanns von Aue, der mittelhochdeutsche Minnesang, Artusdichtung und mittelalterliche Predigten. Über den Bereich der mittelhochdeutschen Literatur hinaus veröffentlichte er über Themen der neueren deutschen Literatur (Thomas Mann) sowie der Musik (vor allem Richard Wagner).

## Leben und Wirken
Mertens studierte Germanistik, Anglistik, Volkskunde und Philosophie in Freiburg, Göttingen, Wien, München und Würzburg. 1962/63 arbeitete er als Lektor in Glasgow und war anschließend von 1963 bis 1975 wissenschaftlicher Assistent in Würzburg, wo er 1967 bei Kurt Ruh über das Predigtbuch des Priesters Konrad promovierte.
1976 folgte seine Habilitation über den Gregorius Hartmanns von Aue. Nach kurzer Tätigkeit als Privatdozent in Würzburg wurde er 1977 als Professor an die FU Berlin berufen.
Gastprofessuren führten ihn nach Olomouc (CR), Peking (China), Amiens,  Bloomington (USA), London (Queen Mary University of London). 2002 bekam er die Ehrendoktorwürde der Universität Olomouc (CR) verliehen. Mertens ist seit 2009 korrespondierendes Mitglied der Akademie der Wissenschaften zu Göttingen.
Für die Rundfunkanstalten der ARD konzipierte Mertens die 26-teilige musikliterarische Rundfunk-Sendereihe Thomas Mann und die Musik und moderierte die Sendung Klassik am Morgen des Rundfunksenders SFB.
Privat ist Mertens Chorsänger und hatte einen kurzen Auftritt am Maxim-Gorki-Theater Berlin in einer Parzival-Aufführung. Er sammelt chinesische Kunst und sagt: „Wenn ich könnte, würde ich gern auch mittelalterliche Handschriften sammeln.“

## Veröffentlichungen (Auswahl)
Monographien
- Wagner. Der Ring des Nibelungen. (Opernführer kompakt) Bärenreuter Henschel, Kassel 2013. ISBN 978-3894879075.
- Liebespaare des Mittelalters. Thorbecke, Ostfildern 2011. ISBN 978-3-7995-0896-4.
- Giacomo Puccini – Wohllaut, Wahrheit und Gefühl. Militzke Verlag, Leipzig 2008. ISBN 978-3-86189-808-5.
- Groß ist das Geheimnis. Thomas Mann und die Musik. Militzke Verlag, Leipzig 2006. ISBN 3-86189-747-4.
- Der Gral. Mythos und Literatur. Reclam, Stuttgart 2003. ISBN 978-3-15-018261-1.
- Der deutsche Artusroman. Reclam, Stuttgart 1998. ISBN 3-15-017609-3.
- Laudine. Soziale Problematik im „Iwein“ Hartmanns von Aue. Schmidt, Berlin 1978 (= Beihefte zur Zeitschrift für deutsche Philologie. 3), ISBN 3-503-01264-8.
- Gregorius Eremita. Eine Lebensform des Adels bei Hartmann von Aue in ihrer Problematik und ihrer Wandlung in der Rezeption. Artemis, Zürich 1978. (MTU 67; zugleich Habil.-Schrift Würzburg), ISBN 3-7608-3367-5.
- Das Predigtbuch des Priesters Konrad. Überlieferung, Gestalt, Gehalt und Texte. Beck, München 1971 (Münchener Texte und Untersuchungen zur deutschen Literatur des Mittelalters 33; zugleich Dissertation Würzburg 1966). ISBN 3-406-02833-0.

Texteditionen
- Hartmann von Aue: Gregorius, Der arme Heinrich, Iwein. Deutscher Klassiker-Verlag, Frankfurt am Main 2004 (Bibliothek deutscher Klassiker, 189) ISBN 3-618-66060-X.
- Hartmann von Aue: Erec. Mittelhochdeutsch/Neuhochdeutsch. Reclam, Stuttgart 2008. ISBN 978-3150185308.

Herausgeberschaften
- mit Hans-Jochen Schiewer, Regina D. Schiewer und Wolfram Schneider-Lastin: Predigt im Kontext. De Gruyter, Berlin/Boston 2013, ISBN 978-3-484-64016-0.
- mit Anton H. Touber: Germania litteraria mediaevalis francigena (GLMF). Handbuch der deutschen und niederländischen mittelalterlichen Sprache, Formen, Motive, Stoffe und Werke französischer Herkunft (1100 – 1300). Bd. 3: Lyrische Werke. De Gruyter, Berlin/Boston 2012, ISBN 978-3-11-022974-5.
- mit Carmen Stange: Bilder vom Mittelalter. Eine Berliner Ringvorlesung (= Aventiuren. Sonderband). V&R unipress, Göttingen 2007, ISBN 978-3899713107.
- mit Ulrich Müller: Walther Lesen. Interpretationen und Überlegungen zu Walther von der Vogelweide. Festschrift für Ursula Schulze zum 65. Geburtstag. Kümmerle Verlag, Göppingen 2001, ISBN 978-3874529419.
- mit H.-J. Schiewer: Die deutsche Predigt im Mittelalter. Internationales Symposion am Fachbereich Germanistik der Freien Universität Berlin vom 3. bis 6. 10. 1989. Niemeyer, Tübingen 1992, ISBN 978-3484106703.
- mit Ulrich Müller: Epische Stoffe des Mittelalters. Kröner, Stuttgart 1984, ISBN 978-3520483010.

Festschriften für Volker Mertens
- Literarisches Leben: Rollenentwürfe in der Literatur des Hoch- und Spätmittelalters. Festschrift für Volker Mertens zum 65. Geburtstag. Hg. v. Matthias Meyer und Hans-Jochen Schiewer, Tübingen 2002. ISBN 978-3484640214.
- Mertens lesen. Exemplarische Lektüren für Volker Mertens zum 75. Geburtstag. Hg. v. Monika Costard, Jacob Klingner und Carmen Stange. Göttingen 2012. ISBN 978-3-8470-0035-8.